# Campeonato Paulista Série A2 2007
In 2007 werd het 61ste Campeonato Paulista Série A2 gespeeld voor voetbalclubs uit de Braziliaanse staat São Paulo. De competitie werd georganiseerd door de FPF en werd gespeeld van 20 januari tot 6 mei. Portuguesa werd kampioen. 

## Eerste fase
De plaatsen 2 tot en met 10 plaatsen zich ook voor de Copa FPF 2007.
| Plaats | Clu                 | Wed. | W  | G | V  | Saldo | Ptn. |
| ------ | ------------------- | ---- | -- | - | -- | ----- | ---- |
| 1.     | Portuguesa          | 19   | 11 | 5 | 3  | 36:21 | 38   |
| 2.     | União São João      | 19   | 10 | 5 | 4  | 37:25 | 35   |
| 3.     | Rio Preto           | 19   | 10 | 4 | 5  | 39:29 | 34   |
| 4.     | Guarani             | 19   | 8  | 7 | 4  | 25:17 | 31   |
| 5.     | São José            | 19   | 7  | 9 | 3  | 28:22 | 30   |
| 6.     | Mirassol            | 19   | 7  | 8 | 4  | 23:15 | 29   |
| 7.     | Botafogo            | 19   | 8  | 3 | 8  | 28:29 | 27   |
| 8.     | Bandeirante         | 19   | 7  | 6 | 6  | 29:27 | 27   |
| 9.     | Mogi Mirim          | 19   | 7  | 5 | 7  | 31:26 | 26   |
| 10.    | Atlético Sorocaba   | 19   | 6  | 8 | 5  | 27:27 | 26   |
| 11.    | XV de Jaú           | 19   | 7  | 4 | 8  | 25:32 | 25   |
| 12.    | Oeste               | 19   | 6  | 6 | 7  | 24:23 | 24   |
| 13.    | Comercial           | 19   | 5  | 9 | 5  | 21:24 | 24   |
| 14.    | Taquaritinga        | 19   | 6  | 5 | 8  | 24:26 | 23   |
| 15.    | Inter de Limeira    | 19   | 6  | 4 | 9  | 20:28 | 22   |
| 16.    | Portuguesa Santista | 19   | 5  | 7 | 7  | 28:30 | 22   |
| 17.    | Palmeiras B         | 19   | 5  | 4 | 10 | 26:36 | 19   |
| 18.    | Nacional            | 19   | 4  | 6 | 9  | 28:38 | 18   |
| 19.    | Osvaldo Cruz        | 19   | 4  | 5 | 10 | 20:33 | 17   |
| 20.    | Taubaté             | 19   | 4  | 4 | 11 | 27:38 | 16   |

|  | Geplaatst voor tweede fase |
|  | Degradatie naar Série A3   |

## Tweede fase

### Groep A
| Plaats | Clu         | Wed. | W | G | V | Saldo | Ptn. |
| ------ | ----------- | ---- | - | - | - | ----- | ---- |
| 1.     | Portuguesa  | 6    | 4 | 2 | 0 | 10:4  | 14   |
| 2.     | Guarani     | 6    | 1 | 4 | 1 | 5:5   | 7    |
| 3.     | Bandeirante | 6    | 1 | 2 | 3 | 3:5   | 5    |
| 4.     | São José    | 6    | 1 | 2 | 3 | 7:11  | 5    |

|  | Geplaatst voor finale  |
|  | Promotie naar Série A1 |

### Groep B
| Plaats | Clu            | Wed. | W | G | V | Saldo | Ptn. |
| ------ | -------------- | ---- | - | - | - | ----- | ---- |
| 1.     | Rio Preto      | 6    | 3 | 1 | 2 | 5:4   | 10   |
| 2.     | Mirassol       | 6    | 2 | 3 | 1 | 4:2   | 9    |
| 3.     | Botafogo       | 6    | 2 | 2 | 2 | 7:8   | 8    |
| 4.     | União São João | 6    | 1 | 2 | 3 | 9:11  | 5    |

|  | Geplaatst voor finale  |
|  | Promotie naar Série A1 |

## Finale
Beide clubs promoveren.
|             |            |       |              |                                                                  |
| 2 mei 15:00 | Rio Preto  | 1 – 1 | Portuguesa   | Estádio Anísio Haddad, São José do Rio Preto Toeschouwers: 1.995 |
| 2 mei 15:00 | Clayton 4' |       | 52' Leonardo | Estádio Anísio Haddad, São José do Rio Preto Toeschouwers: 1.995 |

|             |                                                               |       |           |                                                    |
| 6 mei 10:00 | Portuguesa                                                    | 4 – 0 | Rio Preto | Estádio do Canindé, São Paulo Toeschouwers: 25.000 |
| 6 mei 10:00 | Rodrigo Uchôa 5' (own) Diogo 12' Rivaldo 29' Marcos Paulo 79' |       |           | Estádio do Canindé, São Paulo Toeschouwers: 25.000 |

## Kampioen
| Campeonato Paulista de 2007 - Série A2 |
| São Paulo                              |
| -------------------------------------- |
| PORTUGUESA Kampioen (1° titel)         |